# Gaillardia pulchella
Espèce
Gaillardia pulchella (gaillarde jolie, gaillarde mignonne) est une espèce de plante à fleurs de la famille des Asteraceae, originaire du Mexique et du sud-ouest des États-Unis.
Des cultivars et des hybrides de l'espèce sont utilisés en horticulture.

## Histoire de la nomenclature et étymologie
La première description botanique de l'espèce, due au botaniste Fougeroux de Bondaroy, fut publiée en 1786, dans un mémoire de l'Académie royale des sciences. « Nous devons cette plante à M. le comte d'Essales, chevalier de Saint-Louis, qui en a rapporté les graines de la Louisiane ; nous l'avons eue des semences recueillies en France,& que nous multiplions depuis deux ans ». Le botaniste parisien la nomme Gaillardia pulchella, en retenant pour nom de genre Gaillardia en hommage à un de ses amis, magistrat et botaniste amateur, Gaillard de Charentonneau, et pour épithète spécifique pulchella, la forme fléchie de pulchellus « joli, tout charmant » (Gaffiot).
| Planche I et II publiées en 1786 par Fougeroux |                                           |
|                                                | Planche II publiée en 1786 par Fougeroux. |
| Plante entière                                 | Capitules, fleurs et feuilles             |

## Synonymes
The Plant List retient les synonymes :          
- Calonnea pulcherrima Buc'hoz
- Gaillardia bicolor Lam.
- Gaillardia drummondii (Hook.) DC.
- Gaillardia lobata Buckley
- Gaillardia neomexicana A.Nelson
- Gaillardia picta D.Don
- Gaillardia scabrosa Buckley
- Gaillardia villosa Rydb.
- Galordia alternifolia Raeusch.

## Description morphologique

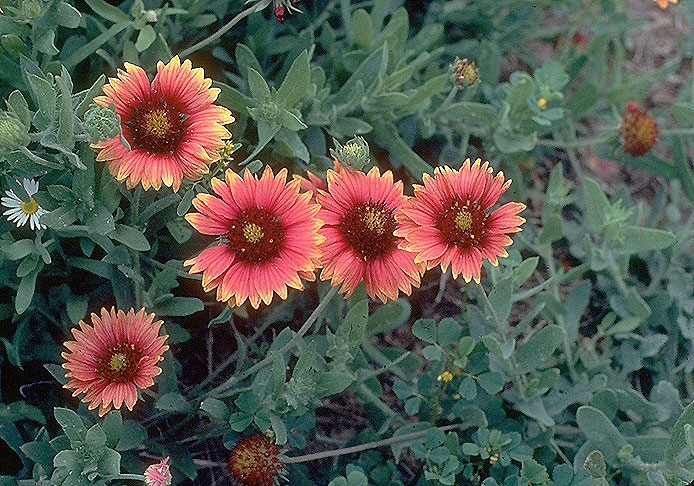
Aspect général.

### Appareil végétatif
Cette plante herbacée annuelle (parfois persistante) est dressée de 5 à 35 cm (jusqu'à 60 cm) de hauteur. Elle possède une tige velue, simple ou ramifiée près de la base, où les feuilles sont essentiellement situées vers le bas de la plante. Ces feuilles, de 7,5 cm de long environ, sont velues, alternes, sessiles, oblongues et peuvent être entières, lobées ou dentelées.

### Appareil reproducteur
La floraison survient de mai à juillet. Les "fleurs" sont en fait des capitules de 4 à 7,5 cm de diamètre, dont le dôme central, brun rouge, est entouré de 10 à 20 fleurons ligulés à trois lobes, de couleur rouge ou rose plus ou moins foncé à la base et jaune à l'extrémité, de 1,3 à 2 cm de long. Les fleurons centraux sont tubulaires, nombreux (de 40 à 100), jaunâtres, pourpres ou bruns.
Ces capitules sont précédés par des bractées vertes, lancéolées.
Le fruit ressemble à des graines mais il s'agit en fait d'akènes, de forme presque pyramidale, velus, et prolongés par un pappus de 5 à 8 mm de longueur.
Le nombre de chromosomes chez cette espèce est 2n = 34.

## Répartition et habitat

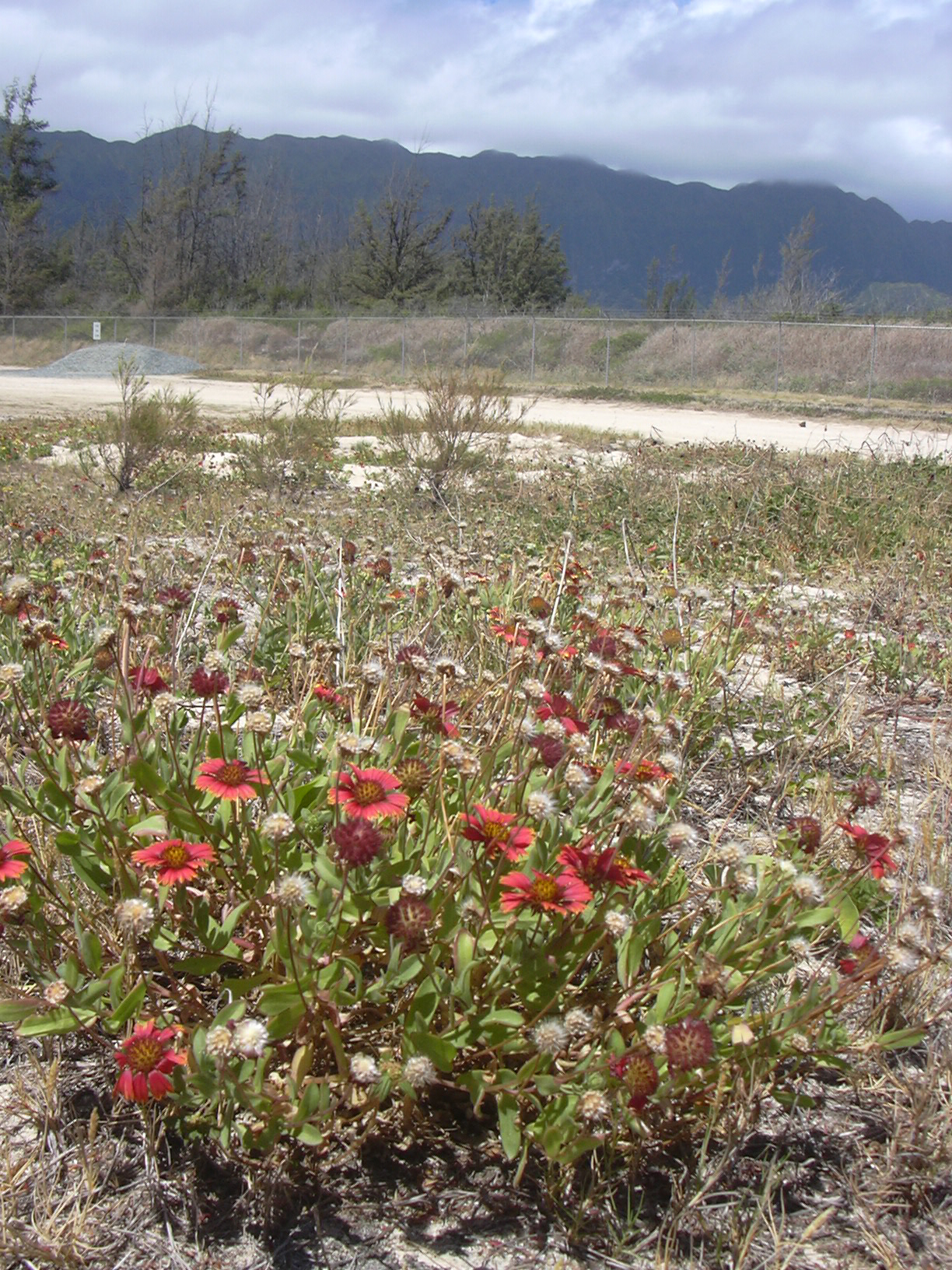
Gaillardia pulchella, Oahu, Waimanalo, à Hawaï.

Gaillardia pulchella vit dans les plaines sableuses et les déserts du sud du continent nord-américain. Elle est commune le long des routes. Elle préfère les sols sableux. Elle peut aussi pousser sur des terrains vagues en zone urbaine, mais généralement en dessous de 1000 m d'altitude.
Son aire de répartition s'étend, au nord, du Colorado et du Nebraska au Mexique, au sud. Elle s'est naturalisée dans diverses autres régions des États-Unis, du Canada, de la Chine, de l'Afrique du Sud et d'Amérique centrale et du sud.
Des cultivars et des hybrides de Gaillardia pulchella sont cultivés en horticulture.
L'hybride le plus cultivé, Gaillardia ×grandiflora Van Houtte (G. aristata x G. pulchella) est connue sous le nom de Gaillarde à grandes fleurs. C'est une plante vivace possédant une longue floraison du printemps à l'automne.

## Variétés
Selon Catalogue of Life (9 janv. 2013), il existerait quatre variétés de Gaillardia pulchella :
- variété Gaillardia pulchella var. australis B.L.Turner & Whalen
- variété Gaillardia pulchella var. drummondii (Hook.) B.L. Turner
- variété Gaillardia pulchella var. picta (D. Don) A. Gray
- variété Gaillardia pulchella var. pulchella Foug.

Selon le Missouri Botanical Garden, Gaillardia pulchella var. australis Turner & M.A. Whalen et Gaillardia pulchella var. picta (Sweet) Gray serait non valides et synonymes de Gaillardia pulchella.

## Gaillardia pulchellaet l'homme
Les Amérindiens Kiowas pensaient que cette fleur porte chance. La fleur de cette plante est la fleur sauvage choisie pour représenter l'Oklahoma.